# Africa Paradis
 (avril 2024).
Pour plus de détails, voir Fiche technique et Distribution.
Africa Paradis est un film franco-béninois réalisé par Sylvestre Amoussou, sorti en 2007.

## Synopsis
En 2033, l’Afrique est entrée dans une ère de grande prospérité, tandis que l’Europe a sombré dans la misère et le sous-développement.
Olivier informaticien sans travail est prêt à tout pour en trouver, vit avec Pauline, institutrice elle aussi au chômage. Vu leur situation déplorable en France ils décident de tenter leur chance en Afrique où ils immigrent clandestinement.
À peine arrivés, ils sont arrêtés par la police des frontières et incarcérés dans une résidence de transit, en attendant d’être renvoyés en France. Olivier parvient seul à s’échapper.
Il commence alors une vie de clandestin, jusqu’au jour où il récupère les papiers et endosse l’identité d’un blanc tué dans un accident de voiture. Entre-temps, Pauline accepte un poste de bonne dans une famille bourgeoise africaine’’.

## Fiche technique
- Titre : Africa paradis
- Réalisation : Sylvestre Amoussou
- Langue : français
- Genre : comédie dramatique
- Date de sortie : 2007

## Distribution
- Stéphane Roux (en) : Olivier Morel
- Charlotte Vermeil : Pauline
- Eriq Ebouaney : M'Doula
- Sylvestre Amoussou : Modibo Koudossou
- Mylène Wagram : La sœur de Koudossou
- Sandrine Bulteau : Clémence
- Martial Odone : M'Douala
- Emil Abossolo-Mbo : Yokossi
- Christian Gibert : Woytek
- Thierno Ndiaye Doss : Le ministre
- Cheik Doukouré : Kobaou
- Jean-Pierre Beau : Sylvain
- Nathalie Chaban : Charlotte
- N'Gwamoué Diabaté : Papy
- Sonia Kagna : Mamy

## Distinctions
- 2007 FESPACO